# Braunstone Gate Bridge

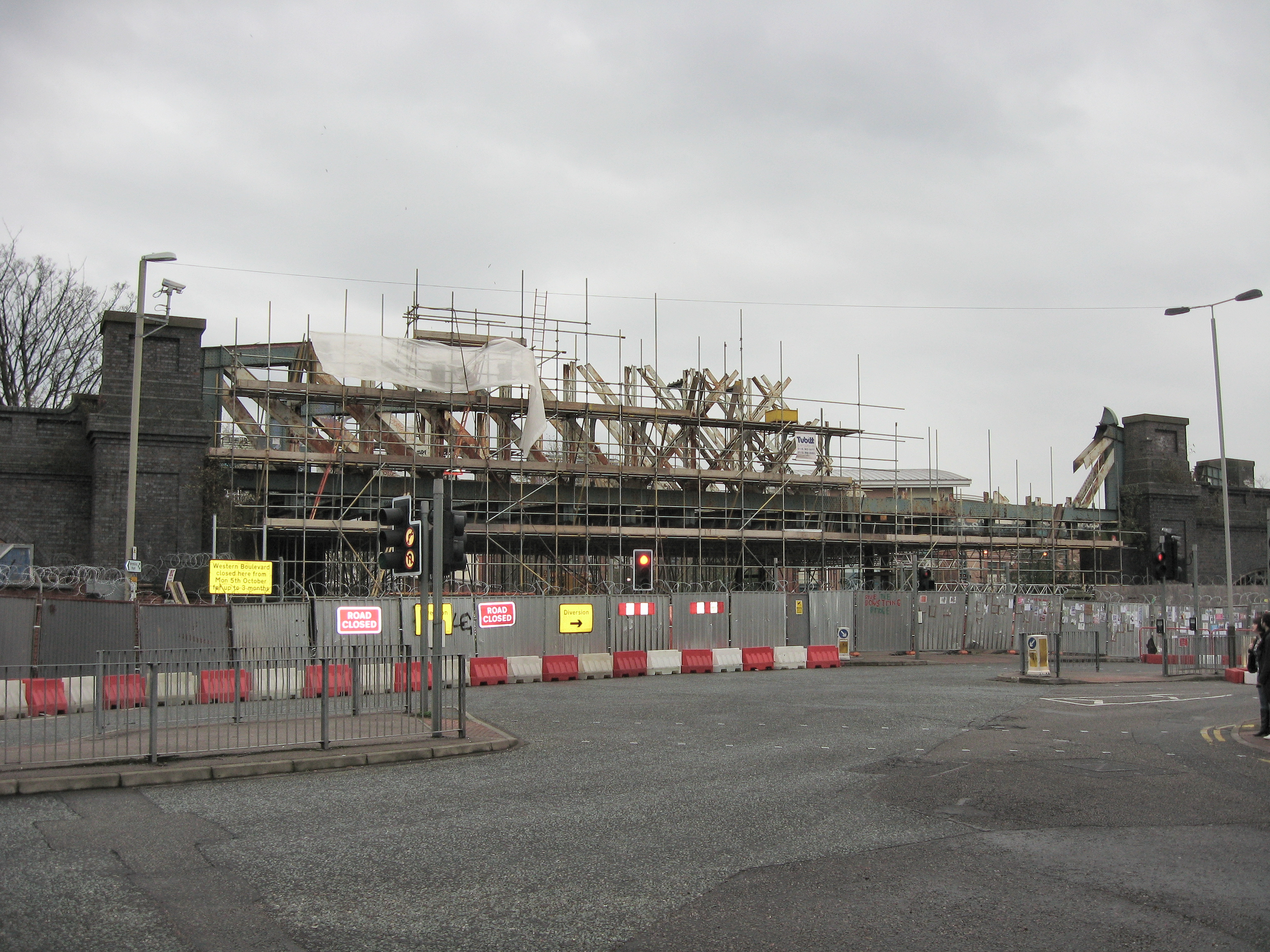
Braunstone Gate Bridge likwidacja mostu (21 grudnia 2009)

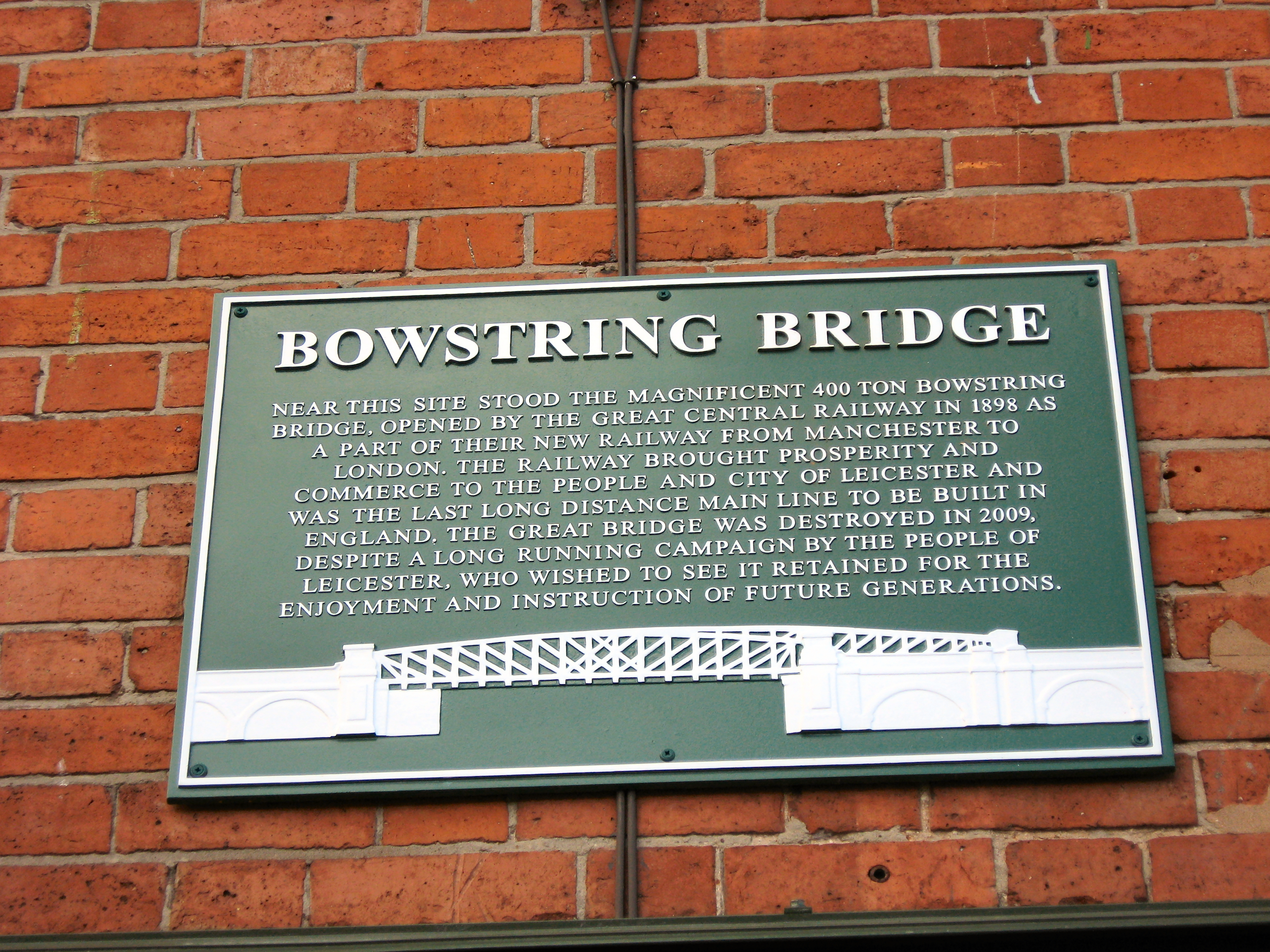
Tablica upamiętniająca o moście

Braunstone Gate Bridge – most kolejowy w mieście Leicester w Wielkiej Brytanii. Most otworzony 15 marca 1899 r., zamknięty 5 maja 1969 r.
W 2002 roku brytyjski Minister ds. Kultury, Mediów i Sportu odmówił złożenie wniosku o most jako pomnik dziedzictwa przemysłowego miasta Leicester.
Braunstone Gate Bridge został rozebrany w grudniu 2009 r.
25 września 2010 r., mieszkańcy miasta odsłonili tablicę pamiątkową o moście Braunstone Gate Bridge.